# D. J. MacHale
Œuvres principales
- Série Bobby Pendragon

Donald James MacHale, plus connu sous le nom de plume D.J. MacHale, né le 10 mars 1956 à Greenwich dans le Connecticut, est un écrivain américain de livres pour la jeunesse. Il a notamment écrit les séries Bobby Pendragon (dix tomes) et Morpheus Road  (trois tomes).

## Œuvres

### SérieBobby Pendragon
1. Le Marchand de peur, Le Rocher, 2003 ((en) The Merchant of Death, 2002)
2. La Cité perdue de Faar, Le Rocher, 2004 ((en) The Lost City of Faar, 2003)
3. La Guerre qui n'existait pas, Le Rocher, 2004 ((en) The Never War, 2003)
4. Cauchemar virtuel, Le Rocher, 2005 ((en) The Reality Bug, 2003)
5. La Cité de l'Eau noire, Le Rocher, 2005 ((en) Black Water, 2004)
6. Les Rivières de Zadaa, Le Rocher, 2006 ((en) The Rivers of Zadaa, 2005)
7. Les Jeux de Quillan, Le Rocher, 2007 ((en) The Quillan games, 2006)
8. Les Pèlerins de Rayne, Le Rocher, 2008 ((en) The Pilgrims of Rayne, 2007)
9. L'Avènement du corbeau, Le Rocher, 2009 ((en) Raven Rise, 2008)
10. Les Soldats de Halla, Le Rocher, 2010 ((en) The Soldiers of Halla, 2009)

### SérieMorpheus Road
1. La Lumière, Le Rocher, 2011 ((en) The Light, 2010)
2. Les Ténèbres, Le Rocher, 2012 ((en) The Black, 2011)
3. (en) The Blood, 2012

### SérieThe SYLO Chronicles
1. (en) SYLO, 2013
2. (en) Storm, 2014
3. (en) Strike, 2014

### Romans indépendants
- L'Histoire des vampires de la nuit, Gallimard Jeunesse, coll. « Folio Junior », 1998 ((en) The Tale of the Nightly Neighbors)